# Charles Lafontaine
Charles Leonard Lafontaine ou simplesmente Charles Lafontaine, (Vendôme, Loir-et-Cher, França, 27 de março de 1803 - Genebra, Suiça, 13 de agosto de 1892, foi um magnetizador franco-suíço estudioso dos possessos de morzine, e influenciador de James Braid.

## Biografia
Charles Lafontaine nasceu no início da primavera da francesa, dia 27 de março do ano de 1803 em Vendôme, Loir-et-Cher.
Descendente de escritores, tentou manter a linhagem mas só foi realmente reconhecido como escritor após direcionar seus escritos ao tema Magnetismo animal.
Ele escreveu uma autobiografia, que pode ter influenciado o Dr. George du Maurier em sua escrita de seu romance Trilby.

## Encontro com o magnetismo animal
Após ter estudado obras do Marquês de Puységur e de François Deleuze ele se fez magnetizar para conhecer a ação do mesmerismo no organismo, após perceber alteração em seu estado normal resolveu  dedicar-se seriamente a sua prática
Lafontaine, participou da segunda geração de magnetizadores juntamente com o Barão du Potet, Aubin Gautier, J.Charpignon, Foissac, entre outros.
Foi um grande divulgador magnetizador, através das suas demonstrações itinerantes.
Ele permaneceu em Londres durante os anos de 1840 e 1841, onde, segundo os jornais e revistas de localidade de Londres, ele criou uma grande sensação na cidade magnetizando um leão no Jardim Zoológico em Londres. Seguido com sucesso por suas magnetizações em animais, ele repetiu as performances em várias outras cidades da Inglaterra. onde tinha a prática de chamar um dentre seu públicos para obter magnetização, que funcionava todas as vezes.
| “ | Quando ele magnetizava parecia concentração personificada. Foi comentado muitas vezes, que, quando uma pessoa era apresentada a Lafontaine, mesmo que tivesse falado com ele por um pouco tempo, sentia-se como se ele o conhecesse há já muito tempo, como uma sensação de “velhos conhecidos”, isso demonstra mostra que ele tinha uma natureza eminentemente simpática | ” |

Suas demonstrações de palco do magnetismo animal em Manchester chamou atenção e influenciou o cirurgião James Braid que prosseguiu o estudo, do que veio a ser conhecido como o hipnotismo .
Braid viu pela primeira vez Lafontaine em 13 de novembro de 1841, e foi ainda com ele, que fez ainda suas primeiras anotações.
James Braid não aceitava qualquer coisa relacionada ao Mesmerismo, porém, após contemplar os feitos daquele magnetizador, não tinha mais como rejeitar; "os fenômenos magnéticos eram definitivamente reais".. Entretanto ele deu a estes fenômenos outra explicação, destituindo os fluidos como efetivador dos mesmos
| “ | o sonambulismo é provocado pela vontade do operador que, mesmo sem querer ou perceber, influencia o doente através da sugestão explícita ou implícita, o que Lafontaine negava irremediavelmente. | ” |

Ao retornar a França em 1848, resolveu partir para Itália onde obteve audiência com o Papa Pio IX. Este felicitou-o, encorajando-o em sua jornada, e assim se desloca para Genebra para se instalar por definitivo.
Em Genebra e publicou um jornal chamado Le magnétiseur.
Foi mandado pelas autoridades de Sardenha para ir curar os doentes em Morzine em 1858, mas não pôde fazê-lo por motivo do veto paroquial

## Referencial de tratamentos
Charles Lafontaine tinha uma elevada taxa de sucesso em sua prática. Aqui está uma tabela com os casos que ele tratados enquanto escrevia seu livro "L'art de magnetizador" e viajou pela Inglaterra.
| Tratados | Doenças                       | Curado ou Melhora consideravel |
| -------- | ----------------------------- | ------------------------------ |
| 84       | Surdez e mudez                | 67                             |
| 22       | Surdez                        | 16                             |
| 19       | Cegueira                      | 15                             |
| 41       | Paralisia                     | 35                             |
| 7        | Contraturas dos membros       | 6                              |
| 1        | Movimento convulsivo contínuo | 1                              |
| 15       | Dor reumática                 | 13                             |
| 20       | Epilepsias                    | 16                             |
| 22       | Histerias                     | 21                             |
| 3        | Coreias ou dança de são Guido | 3                              |
| 35       | Crises nervosas               | 35                             |
| 7        | Neuralgia                     | 5                              |
| 5        | Vómito crônico                | 4                              |
| 2        | Vómito de sangue              | 2                              |
| 11       | Tosse nervosa                 | 8                              |
| 10       | Febres intermitentes          | 7                              |
| 1        | Febre escarlatina             | 1                              |
| 7        | Febre cerebral                | 5                              |
| 1        | Febre tifoide                 | 1                              |
| 11       | Febres nervosas               | 11                             |
| 7        | Inflamações da matriz         | 6                              |
| 12       | Supressões                    | 10                             |
| 12       | Hemorragias                   | 11                             |
| 5        | Palpitações cardíacas         | 5                              |
| 1        | Vertigens                     | 1                              |
| 7        | Clorose ou cor empalidecida   | 7                              |
| 1        | Contusão no seio              | 1                              |
| 3        | Anquilose                     | 1                              |
| 3        | Prolapso                      | 2                              |
| 2        | Gagueira                      | 2                              |
| 1        | Inchaço de todo o corpo       | 1                              |
| 4        | Úlceras                       | 3                              |
| 9        | Queimaduras                   | 7                              |
| 14       | Dor de dente                  | 13                             |
| 38       | Enxaqueca                     | 35                             |
| 9        | Insônia                       | 2                              |
| 7        | Gastrite                      | 2                              |
| 2        | Hipocondria                   | 2                              |
| 7        | Pitiríase                     | 5                              |
| 7        | Expressão idiomática          | 2                              |
| 3        | Hipertrofia cardíaca          | 2                              |
| 5        | Doenças inominadas            | 5                              |
| 4        | Inflamações intestino         | 3                              |
| 1        | Rigidez                       | 1                              |
| 2        | Cânceres (dor)                | 2                              |
| 3        | Congestionamento Sinovia      | 3                              |
| 3        | Apoplexias                    | 3                              |
| 6        | Acesso Loucura                | 6                              |

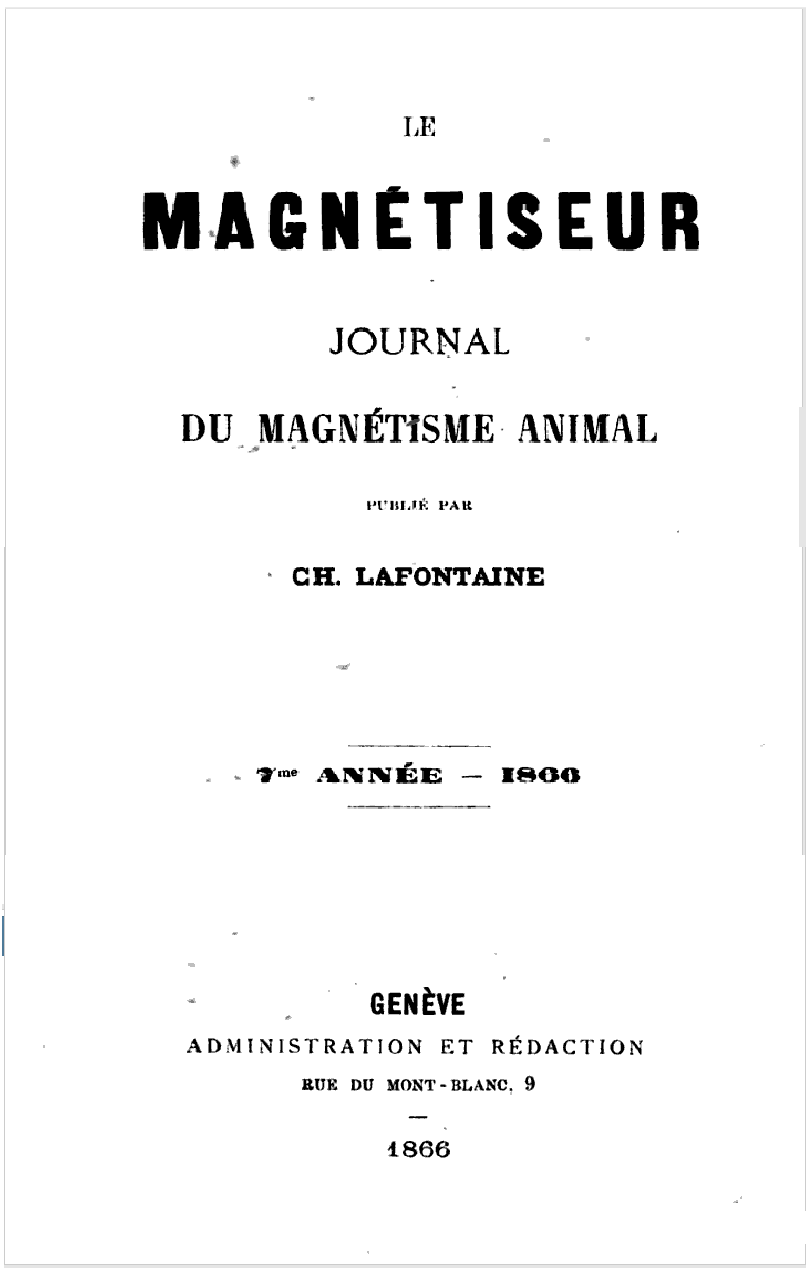
jornal Le magnétiseur

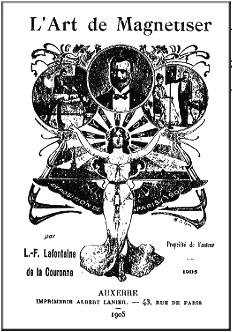
A arte de magnetizar Lafontaine

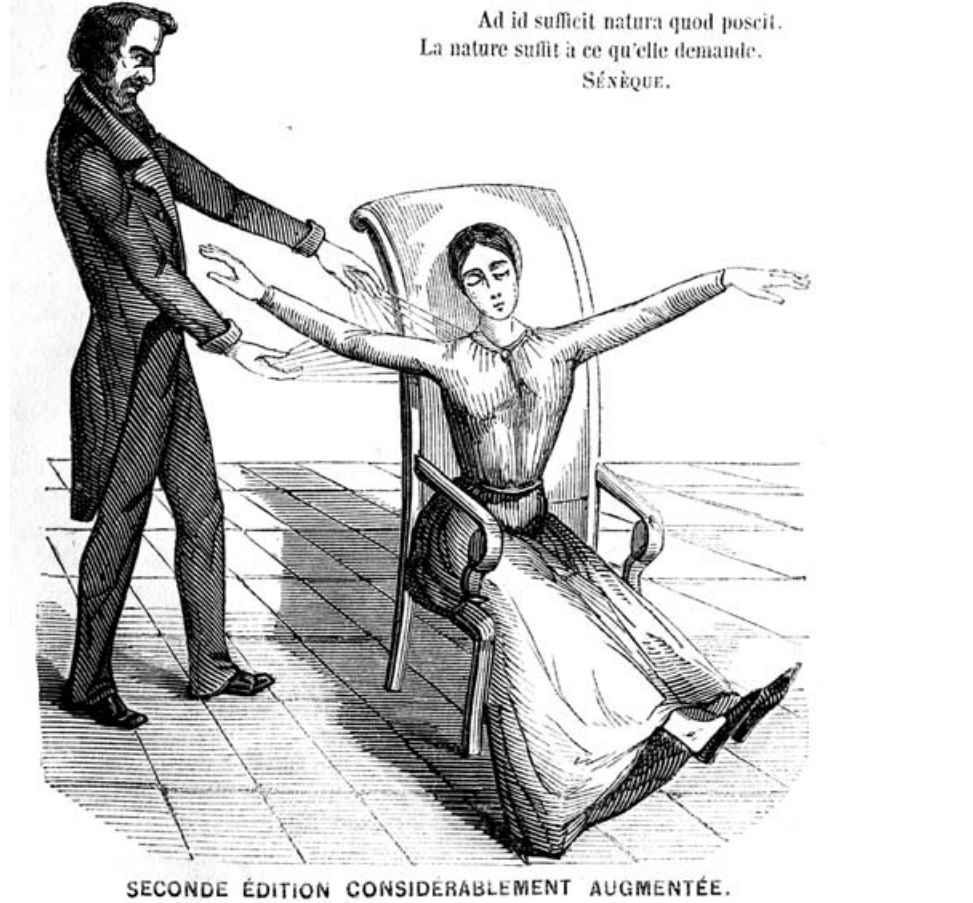
Ilustração do frontispício da segunda edição do Charles Lafontaine deA arte de magnetismo de magnetização ou animal (1847). A primeira edição contém a frase"Estado de insensibilidade e catalepsia" debaixo da imagem

Suas memórias nos oferecer um relato muito detalhado das experiências que teve, as pessoas que conheceu, e que foi feito a cada dia.
Sua taxa de sucesso (curas e/ou melhoria completas) é superior a 80%. É consistente com pesquisas análogas feitas cientificamente no século XX em magnetizadores que usavam as mesma metodologia.
Lafontaine produziu pouca teoria, dentre suas Obras se destaca L'Arte de Magnetiseur(A arte de magnetizar) pelo ponto de vista prático.

## Publicações
- L'art de magnétiser ou le magnétisme animal considéré sous le point de vue théorique, pratique & thérapeutique, Germer Baillière, Paris, 1847.
- Mémoires D'Un Magnétiseur: Suivis de L'Examen Phrénologique de L'Auteur Published by Nabu Press, United States (2014), ISBN 1295611627 - ISBN 9781295611621
- Journal Le Magnétiseur

## Outra leitura
- Yeates, L.B., James Braid: Surgeon, Gentleman Scientist, and Hypnotist, Ph.D. Dissertation, School of History and Philosophy of Science, Faculty of Arts & Social Sciences, University of New South Wales, January 2013.